# St. Johannes der Täufer (Bukowiec)
Die Kirche St. Johannes der Täufer in Bukowiec ist ein Saalbau aus Ziegelstein aus dem 16. Jahrhundert. Bis 1945 war sie evangelische Pfarrkirche für das Kirchspiel Buchholz in Ostpreußen, heute ist sie römisch-katholische Filialkirche der Pfarrei Kandyty (Canditten/Kanditten) in der polnischen Woiwodschaft Ermland-Masuren.

## Geographische Lage
Bukowiec liegt nördlich der Woiwodschaftsstraße 512 im Nordwesten der Woiwodschaft Ermland-Masuren, sieben Kilometer westlich der Stadt Górowo Iławeckie (deutsch Landsberg (Ostpreußen)). Die Kirche steht in der Ortsmitte.

## Kirchengebäude

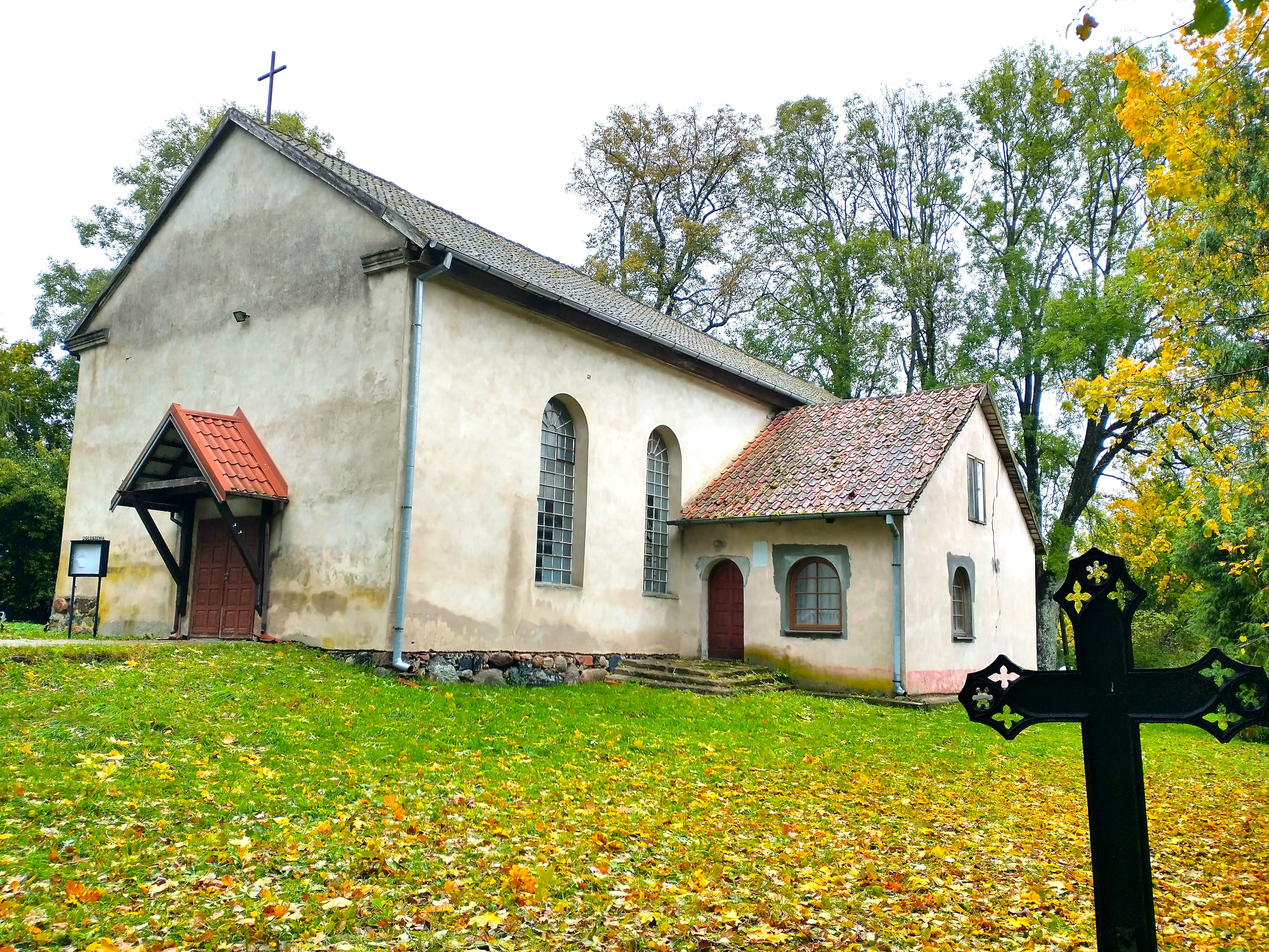
Südwestansicht der Kirche

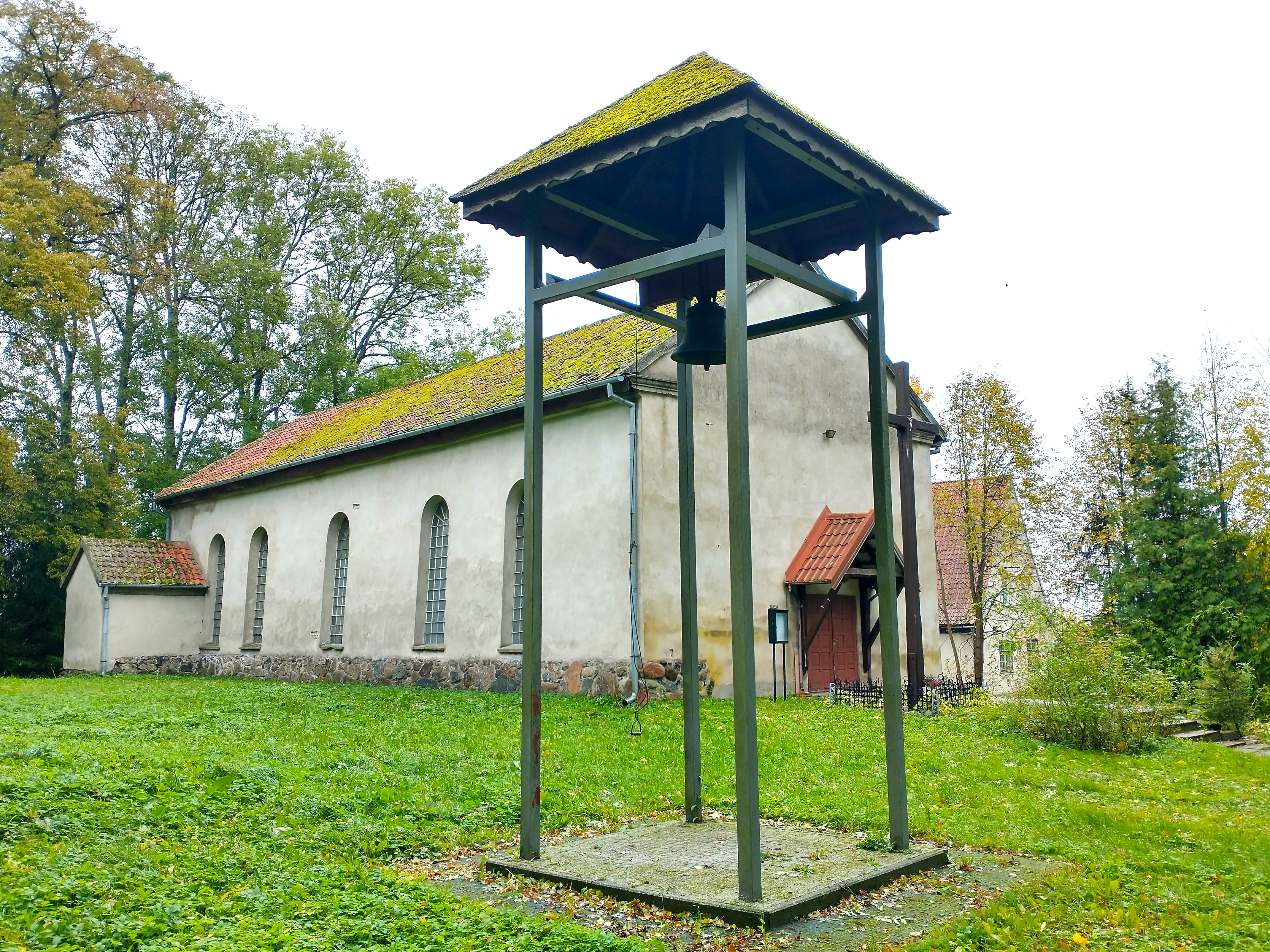
Glockenträger

Eine Kirche wurde in Buchholz bereits 1337 gegründet. Ein erster Kirchbau – wohl aus Holz – wurde 1414 im Hungerkrieg zerstört. Ein Nachfolgebau überlebte den Dreizehnjährigen Krieg (1454–1466) bzw. den Reiterkrieg (1519–1521) nicht. 1580 wurde auf den alten Fundamenten ein neuer Kirchbau errichtet, der bis heute besteht.
Bei der neuen Kirche handelte es sich um einen chorlosen Saalbau aus Ziegeln mit einem vorgelegten hölzernen Westturm. Um 1820 erfolgte eine grundlegende Renovierung.
Der Innenraum wurde von einer flachen Holzdecke überspannt, und die Seitenemporen ruhten auf dorisierenden Säulen. Zur Ausstattung gehörte ein im 17. Jahrhundert – vielleicht von Johann Pfeffer – angefertigter  Altar, der allerdings mit einer Kanzel aus dem 18. Jahrhundert vereinigt worden war. Die Kirchenstände und der vom Groß Peistener Gutsherr Esebeck gestiftete Tauftisch mit Schale stammten aus 1820. Eine Orgel erhielt die Kirche im Jahre 1859, während die älteste der drei Glocken aus dem Jahre 1653 stammte.
Der Turm der Kirche ist heute nicht mehr vorhanden. Stattdessen hängt die einzige Glocke in einem seitlich der Kirche freistehenden Glockenträger. Das Innere der einst evangelischen Kirche wurde den liturgischen Bräuchen der römisch-katholischen Kirche angepasst, die jetzt das Gotteshaus nutzt.

## Kirchengemeinde
Die Gründung der Kirche in Buchholz resp. Bukowiec erfolgte bereits in vorreformatorischer Zeit.

### Evangelisch
Geschichte
Mit der Reformation in Ostpreußen hielt in Buchholz das lutherische Bekenntnis Einzug. Gehörte die Pfarrkirche lange Zeit zur Inspektion Groß Peisten, so war sie dann bis 1945 in den Kirchenkreis Preußisch Eylau (heute russisch Bagrationowsk) eingegliedert, wo sie dem Superintendenturbezirk Landsberg (polnisch Górowo Iławeckie) zugeordnet war. Der Kirchenkreis gehörte zur Kirchenprovinz Ostpreußen der Kirche der Altpreußischen Union.
Zur Pfarre Buchholz gehörten im Jahre 1925 1800 Gemeindeglieder, die in 16 Orten bzw. Wohnplätzen lebten. Das Kirchenpatronat übten die Gutsbesitzer auf Wangnick (polnisch Wągniki), Sienken (Żołędnik), Schwadten (Świadki Górowskie), Wiecherts (Wągródka) und Groß Peisten (Piasty Wielkie) gemeinsam aus.
Flucht und Vertreibung der einheimischen fast ausnahmslos evangelischen Bevölkerung  im Krieg und in den Nachkriegsjahren ließen die Kirchengemeinde ersterben. Hier lebende evangelische Einwohner sind jetzt dem Pfarramt Bartoszyce (Bartenstein) der Evangelisch-Augsburgischen Kirche in Polen zugeordnet.
Kirchspielorte
Zum Kirchspiel der evangelischen Kirche Buchholz gehörten bis 1945:
| Deutscher Name        | Polnischer Name |  | Deutscher Name | Polnischer Name   |
| --------------------- | --------------- |  | -------------- | ----------------- |
| Buchholz              | Bukowiec        |  | Parösken       | Pareżki           |
| Egdeln                | Ejdele          |  | Raaben         | Kruk              |
| Finken                | Zięby           |  | Saraunen       | Saruny            |
| (Finken-) Grundmühle  | Grądowy Młyn    |  | Schwadtken     | Świadki Górowskie |
| (Finken-) Papiermühle | Papiernia       |  | Wangnick       | Wągniki           |
| Halbendorf            | Półwiosek       |  | Wiecherts      | Wągródka          |
| Kattlack              | Katławki        |  | Worlack        | Worławki          |
| Papperten             | Paprocina       |  | Wotterlack     | Kowalski Pole     |

Pfarrer
An der Buchholzer Kirche amtierten als evangelische Pfarrer:
- Caspar Berg, ab 1607
- Venceslaus Eichler, 1635/ 1671
- Peter Hoppe, 1676–1704
- Georg Heinrich Portus, 1704
- Johann Christ. Reidnitz, 1705–1717
- Johann Perschke, 1717–1757
- Johann Gottl. Petrecius, 1757–1763
- Georg Heinrich Feege, 1763–1766
- Gotthilf Friedrich Bosolt. 1766–1783
- Justin Wilhelm Schleswig, 1784–1788
- August Mey, 1788–1802
- Johann Ephraim Fuchs, ab 1803
- Wilhelm Robert Schultz, ab 1838
- Friedrich Hermann Weretzki, 1857–1881
- Waldemar Jon. E. Gerber, 1882–1888
- Cäsar Hugo E.O. Korth, 1889–1906
- Carl Otto F. Zeigmeister, 1906–1911
- Eduard Kittlaus, 1911–1915
- Walter Wittkowski, 1915–1928
- Lothar Guhl, 1929–1931
- Johannes Hildebrand, ab 1932
- Bernhard Schultz, 1939–1945

### Römisch-katholisch
Nach dem Krieg wurde die evangelische Pfarrkirche Buchholz zur römisch-katholischen Filialkirche Bukowiec in der Pfarrei Kandyty (Canditten/Kanditten). Sie gehört zum Dekanat Górowo Iławeckie (Landsberg) im Erzbistum Ermland.